# Ágar Thayer-Martin chocolate

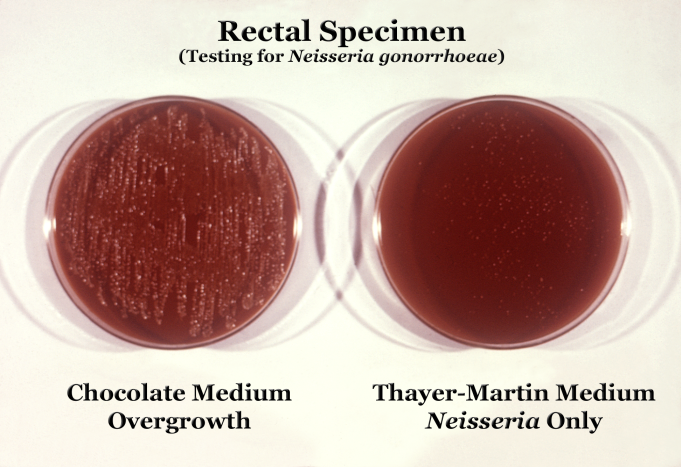
Ágar Thayer-Martin chocolate.

Ágar Thayer-Martin chocolate é um meio de cultura de crescimento e isolamento para Neisseria gonorrhoeae e Neisseria meningitidis. É constituído por sangue de carneiro desfibrinado, antibióticos (vancomicina + colistina + trimetoprim) e fatores de crescimento.